# Jean-Édouard Lamy
Pour les articles homonymes, voir Lamy.
Jean-Édouard Lamy, né en 1853 au Pailly (Haute-Marne) et mort en 1931 à Jouy-en-Josas, est un prêtre français. Il fut sujet à de nombreuses visions mystiques de la Vierge Marie et des anges.

## Biographie
Il  naît le 22 juin 1853 dans une famille pauvre au Pailly (sud de la Haute-Marne), fils de Jean-Frédéric Lamy et Marie Janinel. 
De 1875 à 1878, il fait son service militaire, comme soldat, puis caporal et enfin sergent dans le 91e régiment d'infanterie. 
Il entre en 1879 chez les Oblats de Saint François de Sales, puis dirige, à Troyes, l’œuvre de la Jeunesse et est ordonné prêtre le 12 décembre 1886 à la chapelle des Spiritains, rue Lhomond à Paris. 
Au printemps 1892, il arrive à Guéret (Creuse) et en part le 8 septembre de la même année pour être nommé le 27 septembre vicaire de monsieur de La Perche à Saint-Ouen (banlieue nord de Paris), puis en 1900 il devient curé de La Courneuve et est installé le 14 septembre. Il est surnommé le « Curé des voyous » et des chiffonniers.
Il est l'ami des Maritain qu'il rencontre en 1921 et chez qui il célèbre la messe les jours de grande fête où vient Jean Cocteau. A l'invitation de Jacques Maritain, il assiste Erik Satie proche de la mort. En 1923, prenant sa retraite, il revient au Pailly et se consacre au pèlerinage de Notre-Dame des Bois à Violot qu'il a fondé le 20 avril 1914. Ce pèlerinage devient depuis lors très fréquenté. En 1930, il fonde la Congrégation des Serviteurs de Jésus et de Marie. Il meurt le  1er décembre 1931 et est enterré au cimetière de La Courneuve à côté de l'église Saint-Lucien.

## Publications
- Écrits spirituels et pédagogiques, Paris, éd. du Serviteur, 1994, 3280 p.  (ISBN 9782904317255).
- Père Jean-Édouard Lamy, fondateur des Serviteurs de Jésus et de Marie : prières et textes, éd. Bénédictines, 2008, 63 p.  (ISBN 9782848630632).